# 阿爾斯特銀行
阿爾斯特銀行（英语：Ulster Bank）是愛爾蘭的一家大型商業銀行，是愛爾蘭銀行業四巨頭之一。它在北爱尔兰和愛爾蘭擁有兩個不同的法人身份，即Ulster Bank Limited（UBL）和Ulster Bank Ireland Limited（UBIL）。其總部位于愛爾蘭首都都柏林，而北愛爾蘭的UBL總部則在貝爾法斯特。
阿爾斯特銀行創立于1836年，1917年被西敏寺銀行（今國民西敏寺銀行）收購。 該銀行在愛爾蘭有上百個分行，而北愛爾蘭也有90家左右。
他是北愛爾蘭的英鎊發鈔銀行之一。

## 外部連結
- Ulster Bank Group （页面存档备份，存于）
- Ulster Bank Limited （页面存档备份，存于） Registered in Northern Ireland, No. R733
- Ulster Bank Ireland Limited （页面存档备份，存于） Registered in the Republic of Ireland, No. 25766